# Daihatsu Sirion
Der Daihatsu Sirion ist ein Kleinwagen der japanischen Automarke Daihatsu. Das Modell ist Anfang 1998 eingeführt worden und wird derzeit in der zweiten und dritten Generation gebaut. 
Die erste wie auch die zweite Generation des Sirion stammt ausschließlich aus japanischer Produktion des Ikeda-Werkes. 
Bei der ersten Generation, die ab Januar 1998 produziert wurde, handelte es sich um ein Schwestermodell des Daihatsu Storia. Im Dezember 2001 erfolgte eine Modellpflege, bei der das Design des Kleinwagens aufgefrischt wurde. Die nachfolgenden Generationen des Sirion entsprechen dem zeitgenössischen Daihatsu Boon. 
Von September 2007 bis zum September 2011 erfolgte die Montage des Sirion für einige europäische Märkte im Werk von Magyar Suzuki bei Esztergom in Ungarn, wo er zusammen mit dem baugleichen Subaru Justy vom Band rollte. 
In Indonesien hingegen begann die Montage des Sirion erst im Jahr darauf, wo ihn die Astra Daihatsu Motor für den lokalen Markt in ihrem Werk bei Jakarta baute. Anders als in Europa beendete man die Montage dort bereits im Mai, da im Juli bereits die ersten Einheiten der dritten Generation importiert werden sollten. Anders als die vorhergehenden Modellgenerationen entstammt diese aus der Produktion des malaysischen Automobilherstellers Perodua. Dieser wird in Serendah zusammen mit dem baugleichen Perodua Myvi gebaut und ist ausschließlich derzeit nur für den Export nach Indonesien bestimmt. Außerhalb Indonesiens ist weiterhin nur die zweite Generation im Modellprogramm der japanischen Marke vertreten.

## Die Generationen

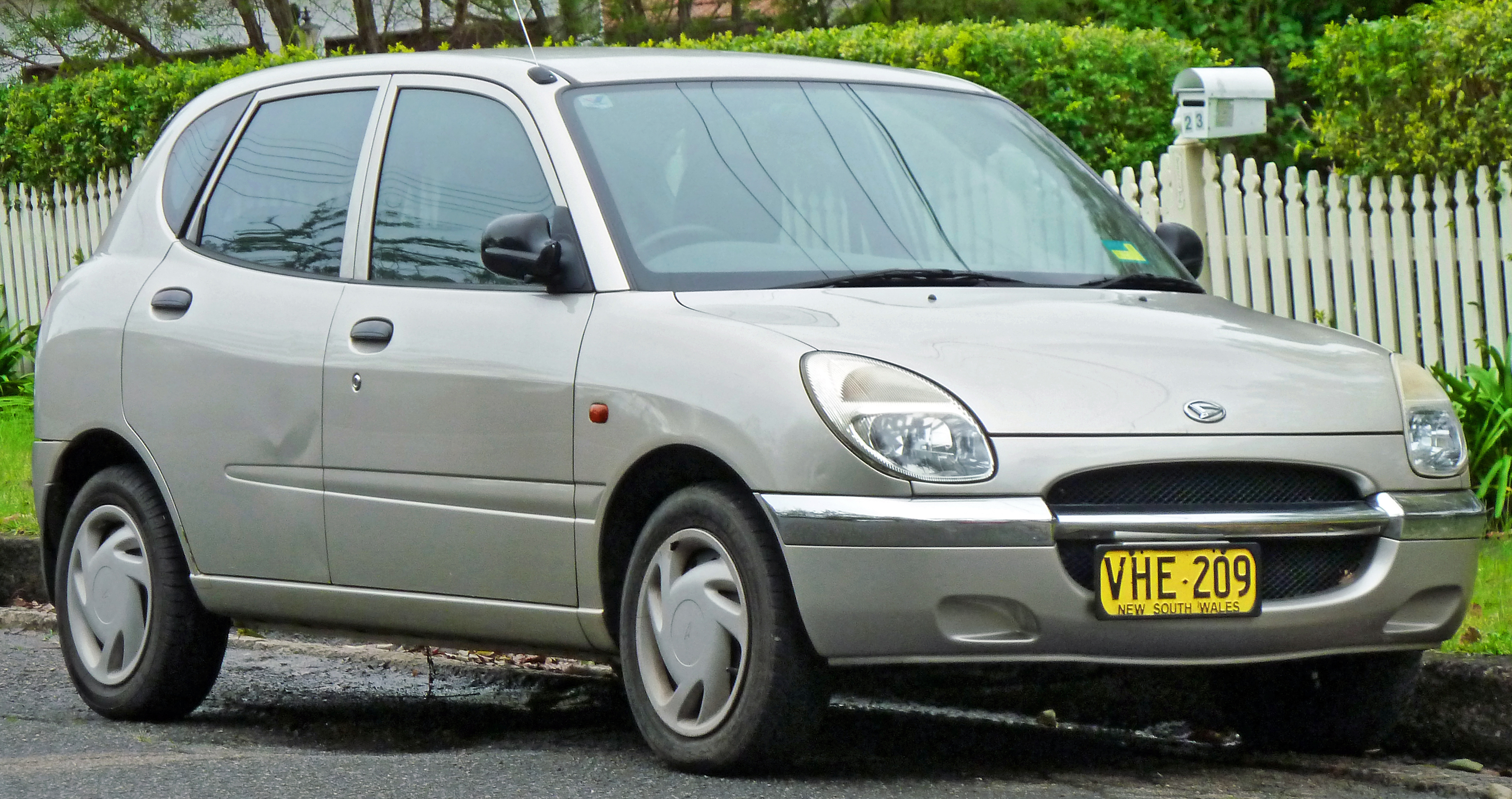
Daihatsu Sirion Typ M100 01/1998 bis 07/2004
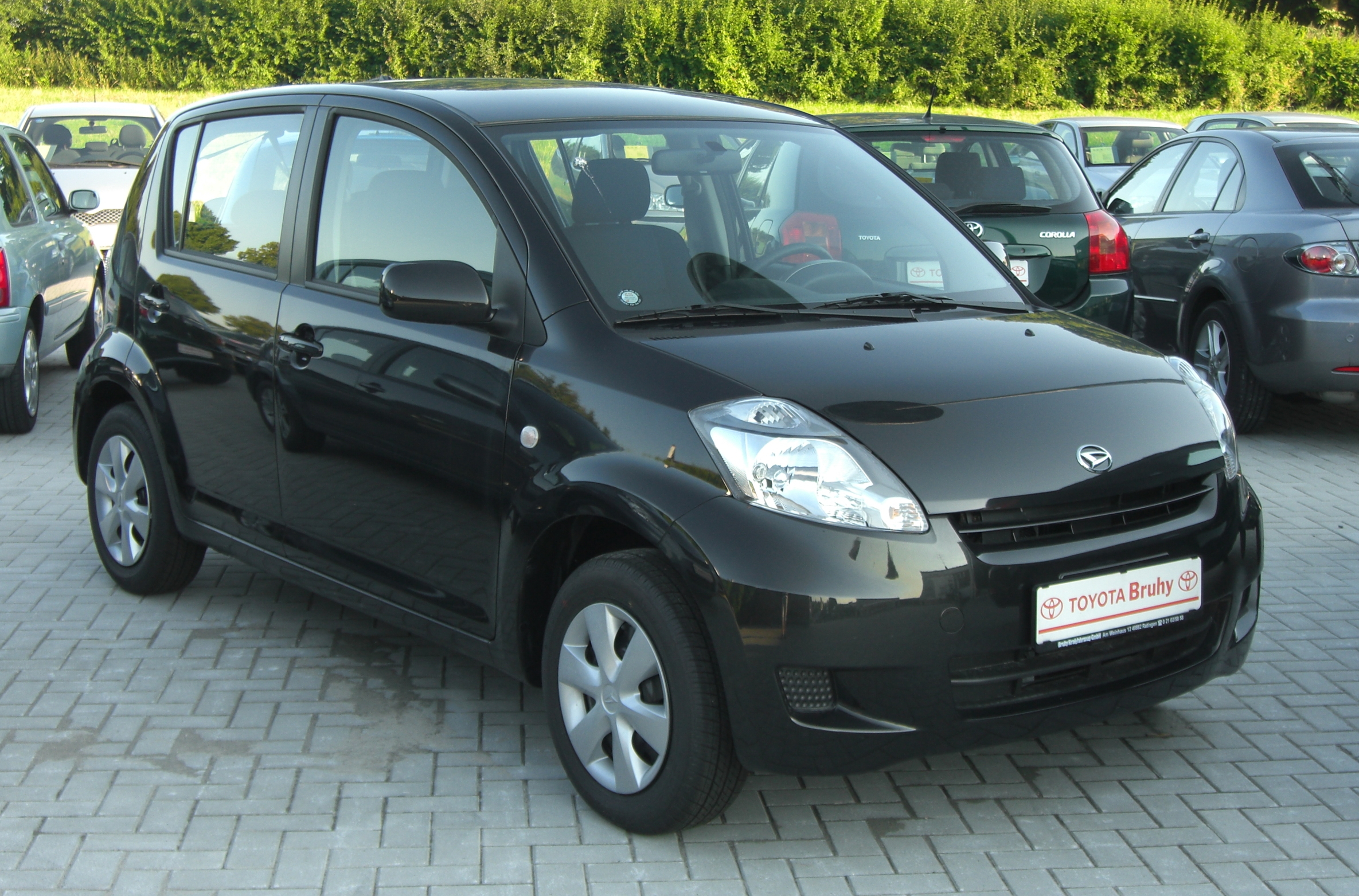
Daihatsu Sirion Typ M300 seit 08/2004
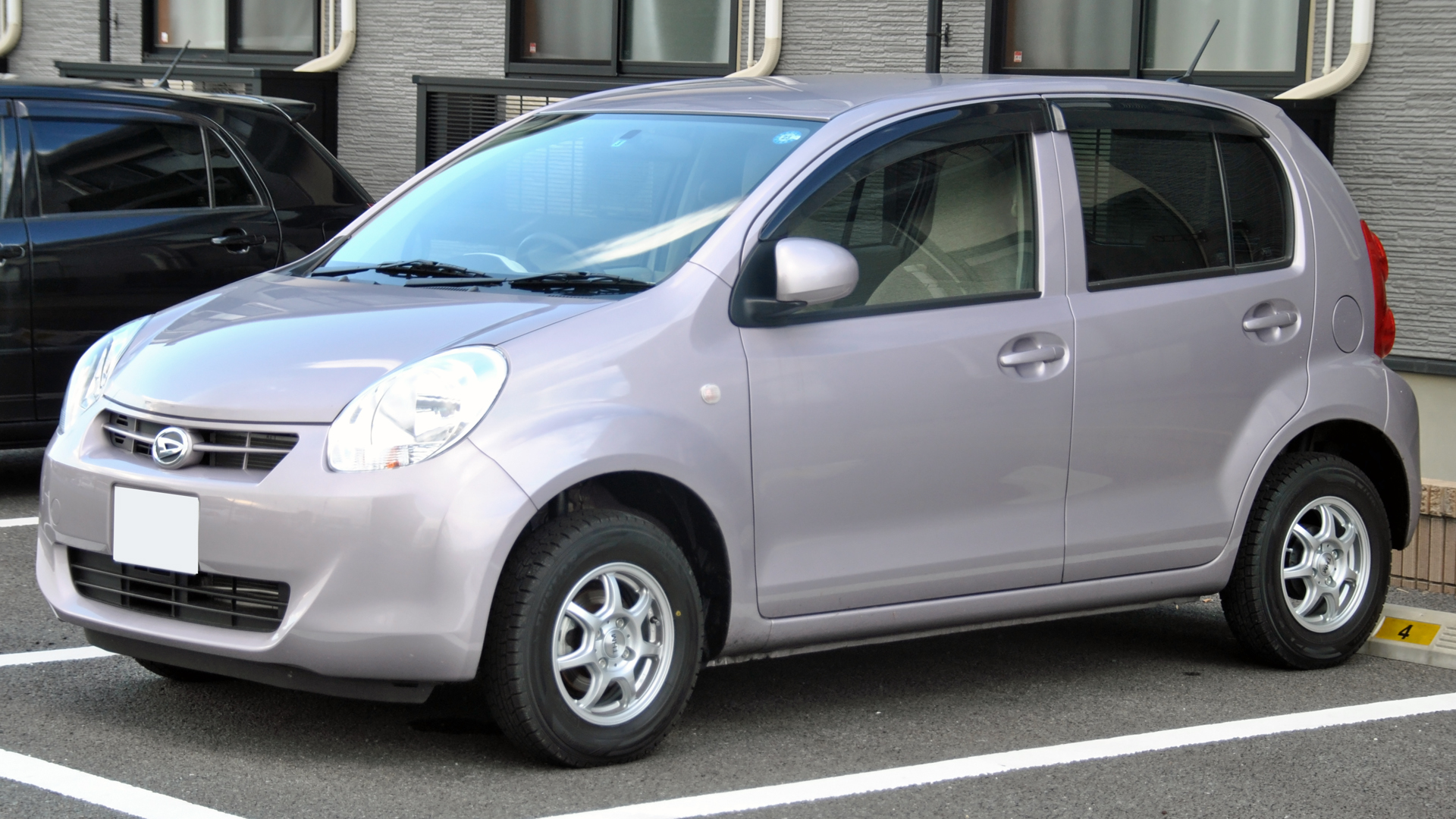
Daihatsu Sirion Typ M600 seit 07/2011